# Зеленаши
Зеленаши (черног. Зеленаши) — сторонники независимой Черногории в начале XX века. Получили своё название благодаря цвету избирательных бюллетеней на выборах депутатов скупщины в Подгорице. Руководителями зеленашей были Крсто Попович, Секула Дрлевич, Новица Радович и Йован Пламенац.
Зеленаши были противниками союза Черногории с Сербией под руководством монархии Карагеоргиевичей. В 1919 при поддержке Италии зеленаши организовали Рождественское восстание с целью вернуть на черногорский трон династию Петровичей. Восстание было подавлено белашами, что сопровождалось карательными акциями против крестьян; попытка зеленашей высадить десант у Бара также закончилась неудачей. Зеленаши продолжали партизанскую войну до 1926 года. Последний повстанец сдался в 1929 году. Поскольку зеленаши могли действовать только подпольно, они обычно поддерживали Черногорскую федералистскую партию, которых начали рассматривать как «легальное крыло» движения.
В годы Второй Мировой войны Крсто Попович активно сотрудничал с оккупационными итальянскими властями. Под эгидой итальянцев были созданы Черногорское королевство и Ловченская бригада из бывших зеленашей. В дальнейшем бригада была разгромлена югославскими партизанами, к которым в итоге присоединились многие из её личного состава.